# Троїцьке (Лозівський район)
Троїцьке (до 2016 — Більшовик) — селище в Україні, у Лозівському районі Харківської області. Населення становить 1158 осіб. Входить до складу Олексіївської сільської громади.

## Географія
Селище Троїцьке складається з 3-х частин, рознесених один від одного на 2 і 3 км. Одна з частин знаходиться біля залізниці, станція Трійчате та автомобільна дорога Т 2107. Через присілок селища тече балка Мокра Долина.

## Історія
- 1932 — дата заснування.

Селище внесено до переліку населених пунктів, які потрібно перейменувати згідно із законом «Про засудження комуністичного та націонал-соціалістичного (нацистського) тоталітарних режимів в Україні та заборону пропаганди їхньої символіки».

## Населення

### Мова
Розподіл населення за рідною мовою за даними :
| Мова            | Кількість | Відсоток |
| --------------- | --------- | -------- |
| російська       | 709       | 61.23%   |
| українська      | 445       | 38.43%   |
| білоруська      | 3         | 0.26%    |
| інші/не вказали | 1         | 0.08%    |
| Усього          | 1158      | 100%     |

## Економіка
- Молочно-товарна і свино-товарна ферми.
- ТОВ «Троїцьке».

## Об'єкти соціальної сфери
- Дитячий садочок.
- Школа.